# Protonenquelle

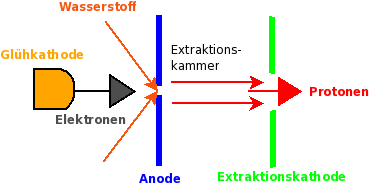
Schematische Darstellung einer Protonenquelle

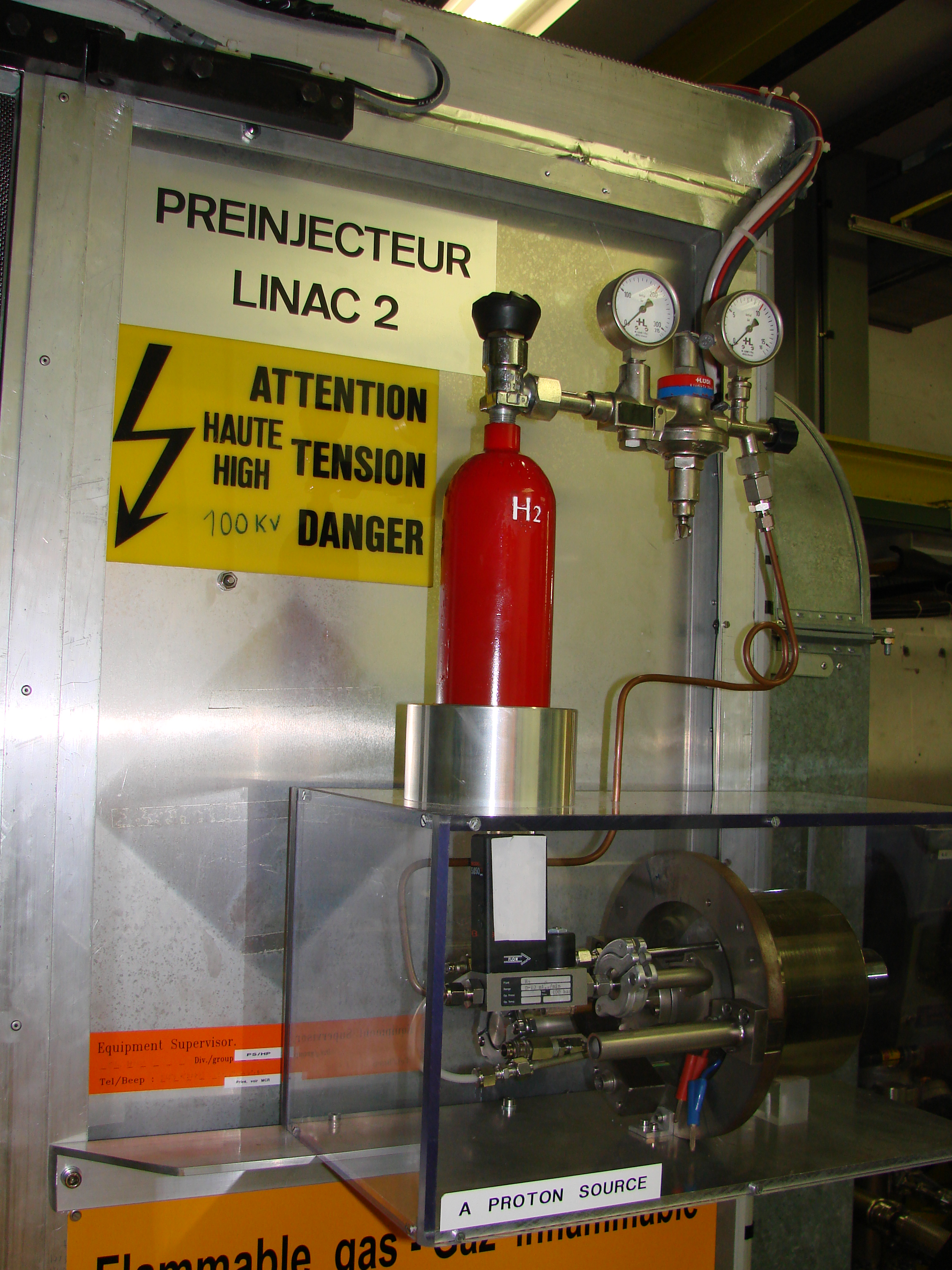
Die Protonenquelle des Linac 2, aus der auch die Protonen des Proton Synchrotron des LHC stammen.

Eine Protonenquelle ist eine Ionenquelle für Protonen. Sie beruht auf der Ionisation von Wasserstoffgas.
Dies geschieht in einem elektrischen Gerät, welches mithilfe einer Glühkathode freie Elektronen erzeugt. Diese werden durch einen negativ geladenen Metallzylinder fokussiert, um danach durch eine positiv geladene Anode beschleunigt zu werden. Die Elektronen schlagen in der sogenannten Extraktionskammer beim Zusammentreffen mit den dort befindlichen Wasserstoffatomen deren Hüllenelektronen heraus und lassen positiv geladene Protonen zurück, die in einen Teilchenbeschleuniger für Forschungs- oder Therapiezwecke (siehe Protonentherapie) eingespeist werden können. Dieses Verfahren wird beispielsweise im CERN und, kombiniert mit einem Cockcroft-Walton-Beschleuniger, am Fermilab verwendet.